# 木津つばさ
木津 つばさ（きづ つばさ、1998年1月7日 - ）は、 日本の俳優。 広島県出身。ルビーパレード所属。身長168cm。体重51kg。

## 来歴
2014年、ソニー・ミュージック・WEGO主催の全国オーディション「ボーイズ・グランプリ2014」に合格し、同年11月よりダンスボーカルグループXOXの最年少メンバーとなる。同時に、男性演劇集団劇団番町ボーイズ☆の所属となる。
2015年、劇団番町ボーイズ☆の旗揚げ公演である舞台『MY DOOR 〜熱〜』で舞台デビュー。
2019年は『アルスラーン戦記』『さらざんまい』などの主演作が続き 、「2.5次元界の麒麟児」との評も見られる。9月には初の写真集『upper ground』を発売。
2020年3月にXOXを卒業し、4月にファンクラブを開設。以降俳優業をメインに活動をしている。
2022年は『東京リベンジャーズ』や『Dr.STONE』『風都探偵』などの舞台の主演もこなしながら『ろくにんよれば町内会』など、バラエティ番組にも出演している。
2025年3月にケテルを円満退所し、4月1日からルビーパレードに所属。

## 人物
- 趣味はサッカーとゲーム[1]。
- 特技は殺陣[1]、モノマネ[1][2]。
- 昔の夢はサッカー選手[20][21]。幼稚園の頃から続けてきたサッカーだったが、中学2年生の時にオスグッド病で続けられなくなってしまい夢を断念[20][21]。その頃に見た『サマータイムマシン・ブルース』に出演していたムロツヨシに惹かれ、ラジオ番組『スパカン!』を聴くようになった[20][21]。役者を目指すきっかけになったのは、“サッカー選手の夢を失ってしまった”と『スパカン!』に送ったメッセージに対してムロがくれた「大変だけど役者だったら誰でもできるぞ」という言葉だった[20][21]。

## 出演

### 舞台
2015年
- 劇団番町ボーイズ☆第1回本公演 MY DOOR 〜熱〜（4月）
- 劇団番町ボーイズ☆第2回本公演 MY DOOR 〜熱〜 再演（9月）、
- 劇団番町ボーイズ☆第3回本公演 HOME〜魔女とブリキの勇者たち〜（11月）- 内野要吉（ブリキ） 役

2016年
- ミュージカル『薄桜鬼』HAKU-MYU LIVE 2（8月） - 藤堂平助 役
- 劇団番町ボーイズ☆第5回本公演 スイーツボーイズ1st 甘くはないぜ！（12月）

2017年
- ミュージカル『薄桜鬼』原田左之助篇（4月） - 藤堂平助 役
- B-PROJECT on STAGE『OVER the WAVE!』（7月 - 8月）- 音済百太郎（） 役
- 劇団番町ボーイズ☆第9回本公演 スイーツボーイズ 2nd 甘くはないぜ！2 〜ワールドオブシュガーレス〜（8月 - 9月）- 映像出演
- 舞台『刀剣乱舞』 - 博多藤四郎 役
  - 外伝 此の夜らの小田原（11月）
  - ジョ伝 三つら星刀語り（）（12月）

2018年
- 大正浪漫探偵譚-六つのマリア像-（4月） - 主演・南澤譲 役
- ダンガンロンパ3 THE STAGE 2018〜The End of 希望ヶ峰学園〜（7月 - 8月） - 御手洗亮太 役
- かくりよの宿飯（9月） - 白夜 役
- 暁のヨナ〜緋色の宿命編〜（11月） - ゼノ 役

2019年
- 俺はヤンキーになりたかった（5月） - 主演・戸塚公平 役（上仁樹とW主演）
- 舞台『刀剣乱舞』 慈伝 日日の葉よ散るらむ（）（6月 - 8月） - 博多藤四郎 役
- ミュージカル『アルスラーン戦記』（9月） - 主演・アルスラーン 役
- さらに『さらざんまい』〜愛と欲望のステージ〜（11月 - 12月） - 主演・矢逆一稀 役
- 『あんさんぶるスターズ！エクストラ・ステージ』〜Night of Blossoming Stars〜（12月 - 2020年2月） -   逆先夏目（） 役

2020年
- ガチャリコフェスティバル（4月 - 5月）※公演中止
- 『七つの大罪 The STAGE -裏切りの聖騎士長-』（6月） - アーサー・ペンドラゴン 役 ※公演中止
- 舞台『炎炎ノ消防隊』（7月 - 8月） - 象日下部（） 役
- 舞台『かがみの孤城』（8月 - 9月） - マサムネ 役 ※降板
- 舞台『幽☆遊☆白書』其の弐（12月） - 朱雀 役

2021年
- 舞台『夜明けのうた』（1月） - 利夫 役※公演延期
- Charles Cheese Cake & 山本一慶Presents コスチュームと物語の世界 総集編第1部 『ハイドとジキルと』（2月11日）
- 舞台『東京リベンジャーズ』（8月） - 主演・花垣武道 役 
- Paradox Live on Stage（9月）- 矢戸乃上珂波汰（） 役  ※大阪公演中止
- 劇団『ドラマティカ』ACT1 / 西遊記悠久奇譚（10月 - 11月） - 悟浄 / 逆先夏目 役 
- 舞台『SK∞ エスケーエイト The Stage 第1部：The First Part 〜熱い夜のはじまり〜』（12月）- 主演・暦 役

2022年
- 舞台『SK∞ エスケーエイト The Stage 第2部：The Last Part 〜俺たちの無限大〜』（1月）- 主演・暦 役※公演中止
- 舞台『政見放送』（2月） - 本宮かおる 役
- 舞台『東京リベンジャーズ－血のハロウィン編－』（3月）- 主演・花垣武道 役※4月2日・3日の公演中止
- 『Dr.STONE』THE STAGE 〜SCIENCE WORLD〜（7月）- 主演・千空 役※14日以降の公演中止
- 舞台『あいつが上手で下手が僕で2』（11月）- 千波未明（） 役
- 風都探偵 The STAGE（12月 - 2023年1月） - 主演・フィリップ 役 （和田雅成とW主演）
- STAGE FES 2022-2023（12月） - 矢戸乃上珂波汰 役

2023年
- 舞台『地獄楽』（2月） - 主演・画眉丸 役
- 『あんさんぶるスターズ！THE STAGE』-Party Live-（3月） - 逆先夏目 役
- 東映ムビ×ステ 舞台『仁義なき幕末 -令和激闘篇-』（4月 - 5月）
- 少年社中 25周年記念第一弾 第40回公演『三人どころじゃない吉三』（6月）- 庚申丸 役
- 舞台『刀剣乱舞』七周年感謝祭 -夢語刀宴會（）-（8月） - 博多藤四郎 役
- 『Dr.STONE』THE STAGE 〜SCIENCE WORLD〜（9月）- 主演・千空 役
- 劇団『ドラマティカ』ACT3 / カラ降るワンダフル！（10月 - 11月） - 逆先夏目 役
- 演劇ドラフトグランプリ 2023（12月） - 劇団「一番星」
- 舞台『東京リベンジャーズ ―聖夜決戦編―』（12月 - 2024年1月）- 主演・花垣武道 役

2024年
- 舞台『地獄楽-終の章-』（2月） - 主演・画眉丸 役
- 舞台『あいつが上手で下手が僕で』-決戦前夜篇-（5月） - 千波未明 役
- Butlers' 歌劇『悪魔執事と黒い猫』〜薔薇薫る舞踏会編〜（6月） - ボスキ・アリーナス 役
- 舞台『東京リベンジャーズ ―天竺編―』（8月 - 9月） - 主演・花垣武道 役
- MANKAI STAGE『A3!』〜Four Seasons LIVE 2024〜（10月 - 11月） - 御影密 役
- 演劇ドラフトグランプリ THE FINAL（12月10日、日本武道館）

2025年
- MANKAI STAGE『A3!』ACT3! 〜2025〜（3月 - 5月） - 御影密 役
- ライドカメンズ The STAGE（1月 - 2月） - 主演・魅上才悟 / 仮面ライダー才悟 役
- 舞台『東京リベンジャーズ－The LAST LEAP－』（6月 - 7月） - 主演・花垣武道 役
- Multi-Unit Apartment（8月〈予定〉） - 主演・ココ 役

### テレビ番組
- 猫のひたいほどワイド（2017年4月 - 2018年3月、テレビ神奈川） - レギュラー・木曜イエロー[85][86]
- 戦国炒飯TV 〜なんとなく歴史が学べる映像〜（2020年、TOKYO MX他） - うつけ坂49・森蘭丸 役[87]
- うたってにこりん☆（2021年、TOKYO MX 他） - 不知火たまき 役[88]
- ろくにんよれば町内会（2022年10月 - 11月、日本テレビ） - ゲスト出演[89]

### テレビドラマ
- おじさんはカワイイものがお好き。最終話（2020年9月10日、読売テレビ）
- フレンドシップ（2021年11月 - 12月、BS日テレ） - 由良美波 役[90]
- あいつが上手で下手が僕で シーズン2（2023年4月 - 6月、日本テレビ） - 千波未明 役[91][92]
  - あいつが上手で下手が僕で -巡巡決勝篇-（2024年7月 - 9月、日本テレビ）[93]

### ネット配信
- ひとりしばい特別公演『THE LOVE』春パート（2021年3月31日配信）[94]

### WEBドラマ
- マヒルについて（2018年） - 故雀 役
- 浅草花やしき探偵物語（2019年） - カンジ 役
- 女盛り考察記（2023年） - みつき / カイ 役[95][96]

### 映画
- 映画刀剣乱舞 - 博多藤四郎 役（特別出演）
  - 継承（2019年）
  - 黎明（2023年3月28、東宝、監督：耶雲哉治）[97]
- 浅草花やしき探偵物語 神の子は傷ついて（2020年） - カンジ 役[98]
- 元メンに呼び出されたら、そこは異次元空間だった（2021年） - つばさ 役 [99]
- タクミくんシリーズ 「長い長い物語の始まりの朝。」（2023年） - 三洲新 役[100]

### テレビアニメ
- それだけがネック（2020年） - 大塚 役[101]
- 闇芝居（テレビ東京）
  - 第8期（2021年1月 - 4月）[102][103]
  - 第9期（2021年7月 - 10月）[104][105]
  - 第10期（2022年1月 - 4月）[106][107]
  - 第11期（2023年7月 - 10月）[108]
- フットサルボーイズ!!!!!（2022年1月 - ） - 蓮美朔 役[109]

### CM
- コーセー 米肌（） 米肌男子 14日間スキンケアプログラム [110][111]
- THE BODY SHOP ボディバター コラボレーションキャンペーン（2023年）[112]

### ゲーム
- フットサルボーイズ!!!!! - 蓮美朔[113]

### ラジオ
- 声優NOTE（2019年） - MC[114][115]

## ディスコグラフィ

### キャラクターソング
| 発売日       | 商品名                                           | 歌 | 楽曲             | 備考                                                     |
| ------------ | ------------------------------------------------ | --- | ---------------- | -------------------------------------------------------- |
| 2022年2月9日 | フットサルボーイズ!!!!! プレイヤーソングアルバム | フットサルボーイズ!!! | 「Higher Goals」 | ゲーム『フットサルボーイズ!!!!! ハイファイリーグ』主題歌 |
| 2022年2月9日 | フットサルボーイズ!!!!! プレイヤーソングアルバム | 朝比奈碧（奥山敬人）、天王寺刻成（川島慶嗣）、世良龍太朗（下川草介）、水無瀬涼佑（石井孝英）、ガルシア・エミリオ（小塚亮輔）、蓮美朔（木津つばさ） | 「King's Roar」  | 『フットサルボーイズ!!!!!』関連曲                        |

## 書籍

### 写真集
- upper ground（2019年9月）[11][116]
- 木津つばさ10th Memorial PhotoBook 在処（2024年11月8日、KADOKAWA）[117]ISBN 978-4-0489-7789-0

### WEB連載
- 『with online』俳優・木津つばさの「Life in 3D」（2023年、講談社）[118]
- 『NYLON JAPAN』「365 ANNIVERSARY」（2023年9月、カエルム）[119]

### 関連書籍
- ジェンダーレス男子。（2015年12月18日、双葉社）ISBN 978-4-575-30976-8
- くまだゆか『僕らとひとつ屋根の下〜番町ボーイズ☆Backstage〜』ARIAコミックス〈全2巻〉（2017・2018年、講談社） - 漫画内に登場[120]

### ユニットメンバー
1. ↑  大和晴（高良崚太）、榊星一郎（石森周斗）、月丘柊依（吉原康平）、幸永椿貴（山口諒太郎）、南雲竜（古田一紀）、天門泰雅（坂井易直）、樫良木ルイ（峯田大夢）、結城心（新井雄也）、久我巧生（村上聡）、花山院快斗（馬場惇平）、京極聖（宮瀬尚也）、二葉ともえ（山本智哉）、昂守希（佐久間貴生）、十河夏輝（千葉瑞己）、相庭京介（浦和希）、花村理央（多田啓太）、鞍馬雪丸（上村源）、桐生蓮（TAKA）、白河瞬（岡延明）、橘藤吾（大海将一郎）、今園彩人（森永彩斗）、水無瀬亜佐（菊池勇成）、秋月奏夜（津田拓也）、朝比奈碧（奥山敬人）、天王寺刻成（川島慶嗣）、世良龍太朗（下川草介）、水無瀬涼佑（石井孝英）、ガルシア・エミリオ（小塚亮輔）、蓮美朔（木津つばさ）